# Paris Canaille (chanson)
Pour les articles homonymes, voir Paris Canaille.
Pistes de Paris-Canaille
Les Cloches de Notre-Dame
Paris-Canaille est une chanson de Léo Ferré, publiée en clôture de son premier album paru chez Odeon en 1953. Elle est le premier succès commercial de Ferré, notamment dans la version chantée par Catherine Sauvage. Grâce à cette chanson Ferré sort définitivement de la précarité économique et commence à se faire connaître d'un public plus large. 

## Forme
Paroles et musique sont de Léo Ferré.

## Enregistrement

### Production
- Arrangements et direction musicale : Jean Faustin
- Prise de son : ?
- Production exécutive : Edouard Dory

## Interprétations sur scène
Il existe à ce jour trois versions disponibles : 
- la première, en mars 1955 sur la scène de l'Olympia de Paris (album Récital Léo Ferré à l'Olympia, 1955),
- la deuxième, en mai 1955 sur la scène du théâtre Gramont de Paris (album dématérialisé Prenez garde à la poésie, 2019),
- la troisième, en janvier 1958 sur la scène de Bobino à Paris  (album Léo Ferré à Bobino, 1958)

Dans la première version, Léo Ferré est accompagné par l'orchestre de Gaston Lapeyronnie. Dans la deuxième il est accompagné à l'accordéon seul par Jean Cardon. Dans la troisième, il est accompagné par Cardon, Barthélémy Rosso au banjo et Paul Castanier au piano.

## Reprises
Outre Catherine Sauvage, qui en est l'interprète emblématique, cette chanson est interprétée par Renée Lebas (sa première interprète au disque), Colette Renard, Juliette Gréco, Yves Montand (alors qu'initialement il l'a refusée à Léo Ferré qui proposait de la chanter)[réf. nécessaire], Marc Ogeret, Isabelle Aubret ou encore la chanteuse Zaz (2014).